# اچ‌ام‌اس پرینس (۱۶۷۰)
اچ‌ام‌اس پرینس (۱۶۷۰) (به انگلیسی: HMS Prince (1670)) یک کشتی بود که طول آن ۱۳۱ فوت (۴۰ متر) بود.